# Tagliacque

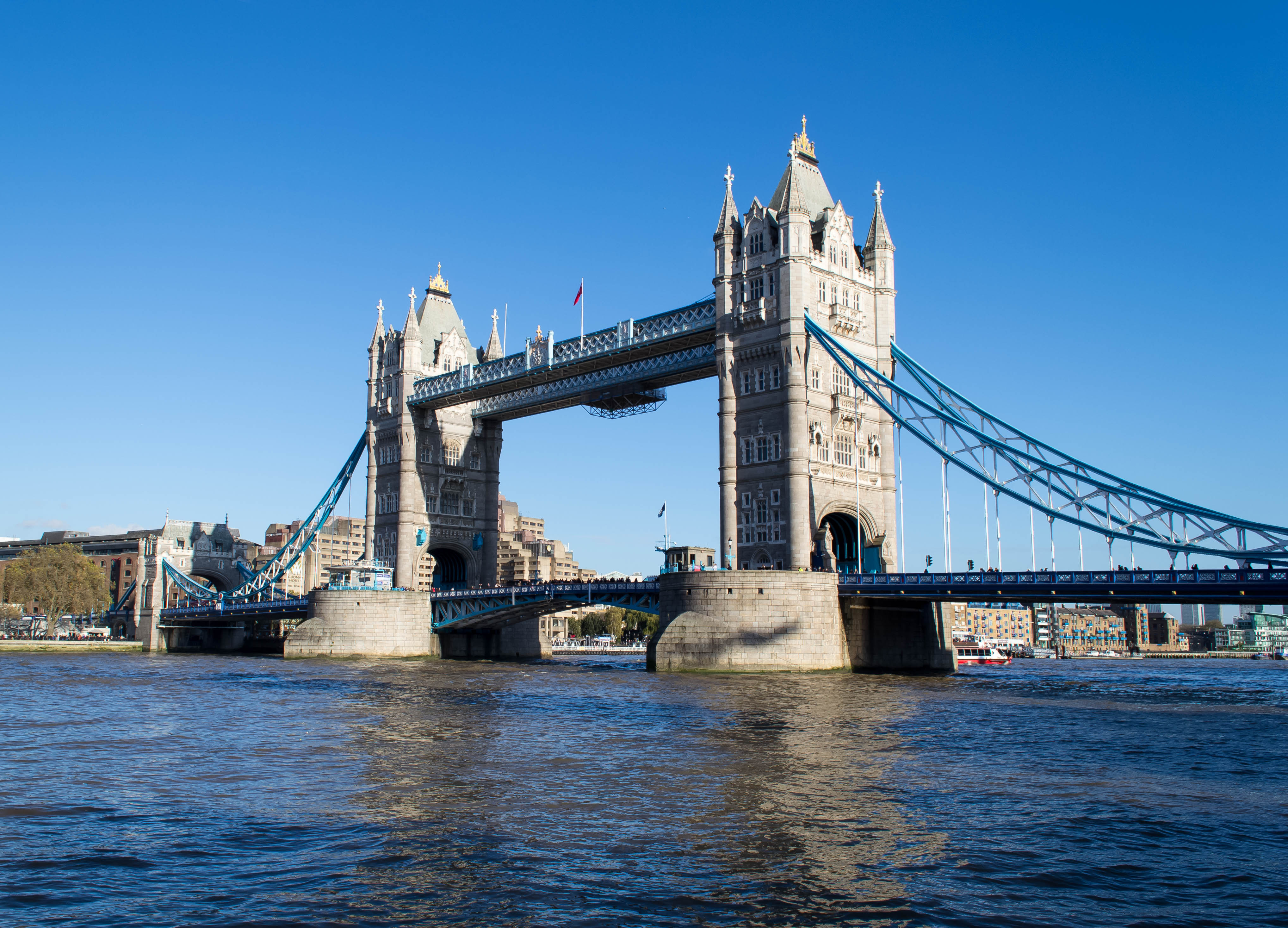
I tagliacque del Tower Bridge a Londra sono chiaramente visibili al di sotto del piano stradale.

In architettura, un tagliacque, detto anche frangicorrente, rostro, antibecco o avambecco, è una struttura aggettante (contrafforte), posta a monte dei sostegni o piloni di un ponte o di costruzioni simili, che ha la funzione di tagliare la corrente e di diminuirne l'urto. Fatti solitamente con pali o mattoni, i tagliacque sono sagomati per attenuare il flusso dell'acqua intorno al ponte, riducendo il danno causato dall'erosione o dalle collisioni con i detriti portati dalle piene, e possono costituire anche un'importante parte della struttura del ponte, distribuendo il peso dei piloni. Così i tagliacque rendono la corrente dell'acqua meno vigorosa.
Uno dei problemi causati dai tagliacque è l'accumulo di detriti fluviali, di fango e altri oggetti contro di essi, che intralcia potenzialmente il flusso dell'acqua. Il tagliacque ha un bordo affilato a monte, talora chiamato naso. Il bordo del tagliacque può essere in cemento o in muratura, ma è spesso sormontato da un angolo di acciaio per resistere all'abrasione e concentrare la forza in un singolo punto e per frantumare i pezzi galleggianti di ghiaccio che colpiscono il pilone. Nei climi freddi il tagliacque è tipicamente inclinato con un angolo di circa 45°, così la corrente che spinge contro il ghiaccio tende a sollevarne il bordo a valle trasformando la forza orizzontale della corrente in forza verticale contro una sezione trasversale più sottile del ghiaccio, finché il peso non sostenuto del pezzo di ghiaccio lo frattura permettendogli di passare ai due lati del pilone.